# Idaho City
Idaho City är administrativ huvudort i Boise County i Idaho. Idaho City hade 485 invånare enligt 2010 års folkräkning.